# Boaz, Alabama
Boaz là một thành phố thuộc quận Marshall, tiểu bang Alabama, Hoa Kỳ. Dân số năm 2009 là 8501 người, mật độ đạt 226 người/km².